# 1912年ストックホルムオリンピックのイギリス選手団
1912年ストックホルムオリンピックのイギリス選手団（1912ねんストックホルムオリンピックのイギリスせんしゅだん）は、1912年5月5日から7月27日にかけてスウェーデンの首都ストックホルムで開催された1912年ストックホルムオリンピックのイギリス選手団、およびその競技結果。

## 概要
今大会は金メダル10個、銀メダル15個、銅メダル16個の合計41個のメダルを獲得した。

## メダル
| メダル | 選手名                                                                                               | 競技   | 種目                     |
| ------ | --- | ------ | ------------------------ |
| 金     | アーノルド・ジャクソン                                                                               | 陸上   | 男子1500m                |
| 金     | デビッド・ジェイコブズ ヘンリー・マッキントッシュ ビクター・ダーシー ウィリアム・アップルガース      | 陸上   | 男子4×100mリレー         |
| 金     | エディット・ハンナム                                                                                 | テニス | 女子シングルス室内       |
| 金     | チャールズ・ディクソン エディット・ハンナム                                                          | テニス | 混合ダブルス室内         |
| 銀     | アーネスト・ウェブ                                                                                   | 陸上   | 男子10km競歩             |
| 銀     | ジャック・ハットフィールド                                                                           | 競泳   | 400m自由形               |
| 銀     | ジャック・ハットフィールド                                                                           | 競泳   | 1500m自由形              |
| 銀     | チャールズ・ディクソン                                                                               | テニス | 男子シングルス室内       |
| 銀     | ハーバート・ローパー・バレット ヘレン・エッチソン                                                    | テニス | 混合ダブルス室内         |
| 銀     | フレデリック・グラブ                                                                                 | 自転車 | 男子個人ロードレース     |
| 銀     | フレデリック・グラブ レオン・メレディス チャールズ・モス ウィリアム・ハモンド                        | 自転車 | 男子団体ロードレース     |
| 銅     | ウィリアム・アップルガース                                                                           | 陸上   | 男子200m                 |
| 銅     | ジョージ・ハトソン                                                                                   | 陸上   | 男子5000m                |
| 銅     | ジョージ・ニコル アーネスト・ヘンリー ジェームズ・サター シリル・シードハウス                        | 陸上   | 男子4×400mリレー         |
| 銅     | ウィリアム・コットリル ジョージ・ハトソン ウィリアム・ムーア エドワード・オーウェン シリル・ポーター | 陸上   | 男子3000m団体            |
| 銅     | フレデリック・ヒビンズ アーネスト・グローバー トーマス・ハンフリーズ                                 | 陸上   | 男子クロスカントリー団体 |
| 銅     | ジェニー・フレッチャー                                                                               | 競泳   | 女子100m自由形           |
| 銅     | アルフレッド・ビーミッシュ チャールズ・ディクソン                                                    | テニス | 男子ダブルス室内         |
| 銅     | マーベル・パートン                                                                                   | テニス | 女子シングルス室内       |